# Hypostomus ternetzi
Hypostomus ternetzi es una especie de peces de la familia Loricariidae en el orden de los Siluriformes.

## Morfología
Los machos pueden llegar alcanzar los 34,3 cm de longitud total.

## Distribución geográfica
Se encuentran en Sudamérica: cuencas de los ríos  Paraná,  Paraguay y  Uruguay.